# اینگلوود فین هیل، واشینگتن
اینگلوود فین هیل (به انگلیسی: Inglewood-Finn Hill) یک منطقهٔ مسکونی در ایالات متحده آمریکا است که در شهرستان کینگ، واشینگتن واقع شده‌است. اینگلوود فین هیل ۲۰٫۶ کیلومتر مربع مساحت و ۲۲٬۷۰۷ نفر جمعیت دارد.